# Kirkuk District
Kirkuk District (kurdiska: Kerkuk, كەركوك) är ett distrikt i Irak.   Det ligger i provinsen Kirkuk, i den norra delen av landet, 240 km norr om huvudstaden Bagdad. Antalet invånare är 662 249.
Följande samhällen finns i Kirkuk District:
- Kirkuk